# 윤리경영
윤리 경영(영어: ethical management) 또는 윤리적 경영은 경영 활동의 규범적 기준을 사회의 윤리적 가치체계에 두는 전반적인 경영 활동을 뜻한다. 윤리경영을 실천하기 위해서는 우선적으로 경영을 위한 윤리인 경영윤리, 또는 기업 윤리(비즈니스 윤리)로서 윤리적 기준이 필요하며, 이러한 기업 경영을 위한 윤리적 사고와 가치 규범을 따르는 경영 활동을 윤리 경영(윤리적 경영)이라고 한다. 
실무적으로는 윤리경영의 실천 여부를 모니터링할 수 있는 성과평가 시스템의 정비가 필요하고, 단기적 성과가 아닌 장기적인 관점의 질적인 평가지표를 만들어야 한다. 소비자의 기업에 대한 평판, 기업이 지역 사회에 공헌한 정도, 종업원의 기업 경영에 대한 만족도 등 윤리경영에 관한 지표들을 평가할 필요가 있는 것이다. 윤리 경영에 대한 평가 척도로는 영국의 BITC(Business in the community)와 같은 측정 방식이 있고 대한민국에서도 일부 연구 기관과 언론사를 중심으로 한 시도가 있었지만 아직은 시작 단계라는 것이 관련 학계나 산업계의 대체적인 지적이다. 2003년에 개발된 산업정책연구원의 KoBex와 2007년에 개발된 전경련의 윤리경영자율진단지표(FKI-BEX) 정도가 선두 지표에 속하고, 2010년에는 서경대 경영전문대학원 경영연구소가 서강대 윤리경영지표(Sobex)라는 새로운 지수 개발에 나섰다.

## 목적
최고경영자 및 종업원의 윤리적·도덕적 신념과 수준을 실천하기 위한 것이다.
1. 기업윤리 관련 문제를 사전에 예방한다
2. 경영 전략, 시행 계획, 교육 프로그램 등 윤리 관련 요소의 기준을 제공한다.
3. 사원들에게 윤리적 판단 기준을 제공한다.
4. 사원의 행동 규율에 금지된 사항이면 상사의 명령을 거절할 수 있는 근거로 활용한다.

## 경영 방식 비교
기업 윤리에 대한 입장에 따라 경영 방식을 다음과 같이 구분할 수 있다.
- 비윤리 경영(immoral management)

이윤 추구를 위해서는 기업윤리는 물론 법과 제도 마저 장애물로 간주하는 전근대적인 경영 방식으로, 최근에는 거의 존재하지 않는다
- 초윤리 경영(amoral management)

경영과 윤리를 별개의 영역으로 인식하여 합법적인 테두리 내에서는 어떠한 행동을 해도 좋다는 입장을 취하는 경영 방식이다.
- 윤리 경영(moral management)

기업이 적법성 여부만이 아니라 입법의 취지, 사회통념까지 감안하여 기업 윤리를 추구하는 경영 방식이다.
| 기준        | 비윤리 경영                        | 초윤리 경영                        | 윤리 경영                             |
| ----------- | ---------------------------------- | ---------------------------------- | ------------------------------------- |
| 윤리 규범   | 경영의사결정 및 행동은 윤리와 대립 | 경영의사결정 및 행동은 윤리와 독립 | 경영의사결정 및 행동은 윤리와 일치    |
| 기업의 목표 | 수단을 가리지 않고 이윤 추구       | 법 기준 내의 이윤 추구             | 법과 윤리 기준 내의 이윤 추구         |
| 기업의 책임 | 경제적 책임                        | 경제적 책임 + 법적 책임            | 경제적 책임 + 법적 책임 + 윤리적 책임 |
| 법률 규범   | 법은 경영목표 달성의 장애물        | 법은 기업활동의 제약조건           | 법은 최소한의 기준                    |

## 같이 보기
- 경영
- 경영학
  - 경영관리
  - 인적자원관리
  - 조직관리
- 기업윤리(경영윤리)
- 부패 방지
- 연성법
- 직업 윤리
- 행동강령
- 회사범죄
- 회사법